# Pacsirtatelep
Pacsirtatelep Budapest egyik városrésze a XX. kerületben.

## Fekvése
Határai: Virág Benedek utca az Átlós utcától – Alsó határút – Temető sor – a temető délkeleti kerítése – Kő utca – Könyves utca – Alsó határút – Vágóhíd utca – Átlós utca a Virág Benedek utcáig.

## Története
A családi házas lakótelep az 1910-es évek elején alakult ki.